# Still Brazy
Still Brazy è il secondo album in studio del rapper statunitense YG, pubblicato nel 2016.

## Tracce
1. Pops Hot Intro – 0:14
2. Don't Come to LA (featuring Sad Boy, A.D. & Bricc Baby) – 3:35
3. Who Shot Me? – 3:47
4. Word Is Bond (featuring Slim 400) – 3:16
5. Twist My Fingaz – 4:14
6. Good Times Interlude (featuring Syke 800, Duce, Marley Blu & Burnt Out) – 0:38
7. Gimmie Got Shot – 2:46
8. I Got a Question (featuring Lil Wayne) – 3:38
9. Why You Always Hatin? (featuring Drake & Kamaiyah) – 3:16
10. My Perception (featuring Slim 400) – 0:14
11. Bool, Balm & Bollective – 3:35
12. She Wish She Was (featuring Joe Moses & Jay 305) – 3:57
13. YG Be Safe (featuring The Homegirl) – 0:03
14. Still Brazy – 3:22
15. FDT (featuring Nipsey Hussle) – 3:46
16. Blacks & Browns (featuring Sad Boy) – 4:10
17. Police Get Away wit Murder – 3:19